# Kikoni

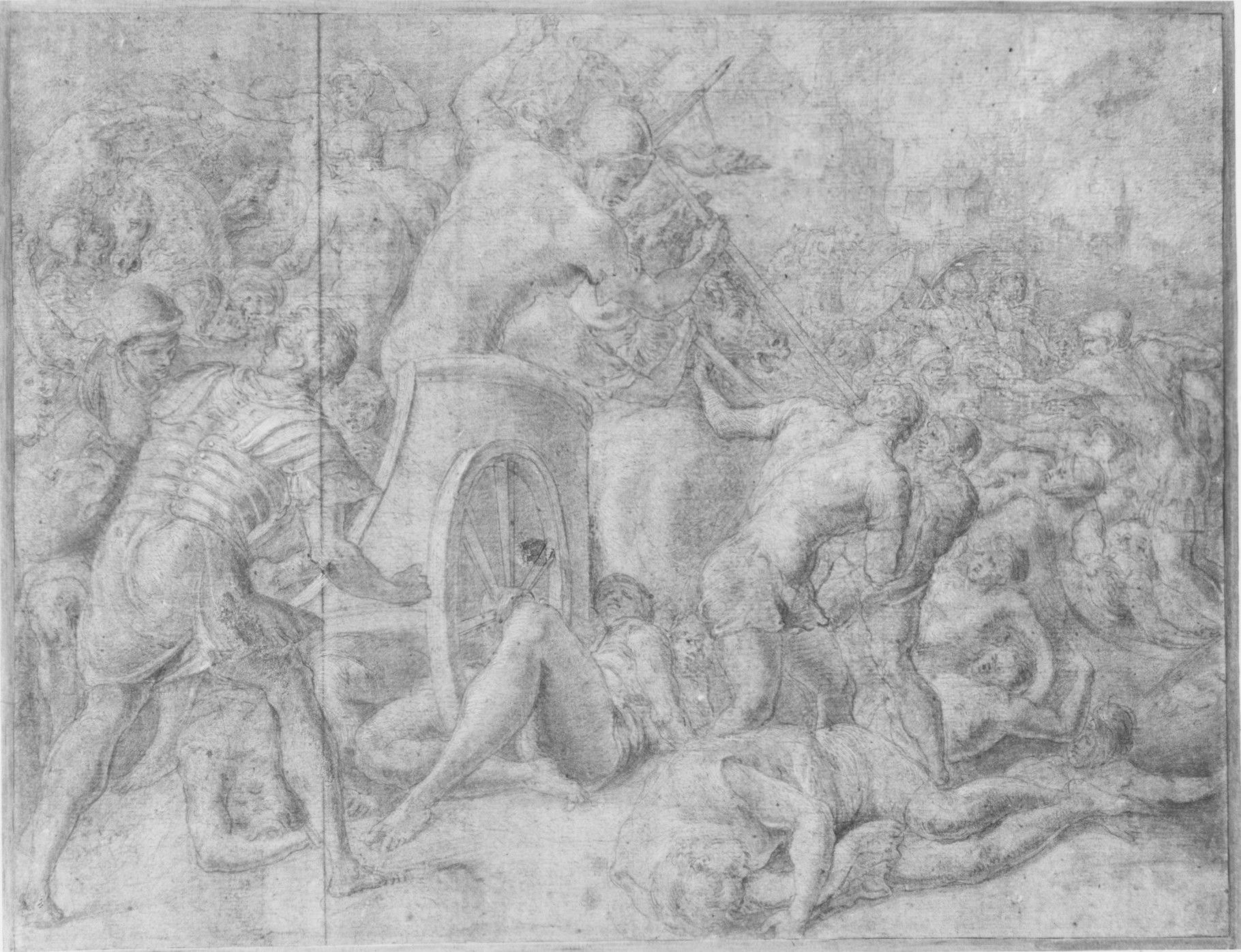
Odyseusz walczący z Kikonami pod Ismaros (renesansowy rysunek)

Kikoni, Κίκονες – w mitologii greckiej tracki lud. Jednym z ich miast było Ismaros.
Sama nazwa „Kikoni” bierze swój źródłosłów od Kikona. Ich eponimiczny heros uchodził za syna Apollina i Rodope.
Na ich ziemi odbywały się misteria ku czci Apollina. Wtajemniczono w nie m.in. Orfeusza. Potem wedle jednej z wersji mitu kikońskie kobiety rozszarpały śpiewaka.
Podczas wojny trojańskiej Kikoni pod przywództwem Mentesa zostali sprzymierzeńcami Ilionu. Jednakże znacznie ważniejszą rolę niż w zmaganiach o Troję odgrywają oni w Odysei. Odyseusz, wracający do domu po zakończeniu zmagań wojennych, zatrzymał się u nich. Nie stawał wcześniej na lądzie po odbiciu od brzegów Troi. W kraju Kikonów heros napadł na Ismaros, które doszczętnie złupił. Oszczędzony został przezeń jedynie Maron, pełniący funkcję kapłana Apollina, wraz z rodziną. Przekazał on najeźdźcy okup znacznej wysokości, w tym 12 amfor bardzo mocnego, drogocennego wina o słodkim i upajającym smaku. Odys użył go później do upicia cyklopa Polifema. Po złupieniu Ismaros władca z Itaki nakazał swym ludziom odwrót, jako że zdobyli już wystarczająco dużo łupów. Oni jednak wyrazili odmienne zdanie. Dzięki temu mieszkający w okolicy ludzie mieli czas zebrać siły i wyruszyć przeciwko greckim napastnikom. Uderzyli na nich. Śmierć poniosło po 6 ludzi z każdego z okrętów, a sam Odyseusz ledwie uciekł.
Istnieją źródła historyczne potwierdzające istnienie takiego ludu. Herodot podaje ich wśród ludów zamieszkujących ziemie, które stały się miejscem przemarszu wojsk perskich Kserksesa I. Jednocześnie Herodot określa je jako "dawne" plemię trackie, sugerując, że Kikoni ustąpili miejsca "nowym" trackim plemionom. Oprócz Ismaros, jako polis Kikonów wymienia się także Maroneję i Ksantoj. 